# Элизиум Family: Lady-F/Лампасы
«Элизиум Family: LADY-F/Лампасы» — сплит-альбом с дебютным творчеством музыкальных коллективов LADY-F и «Лампасы», произошедших от российской рок-группы «Элизиум». Альбом был выпущен лейблом «АиБ Records» на CD и аудиокассетах 20 января 2004 года.
Под понятие «Элизиум Family», вынесенное в название сплит-альбома «LADY-F/Лампасы», входят сторонние и сольные проекты различных музыкантов, входивших в состав группы «Элизиум». LADY-F был сольным проектом вокалистки Ксении Сидориной, которым она занималась ещё до того, как присоединилась к «Элизиуму» в 2002 году. Группа «Лампасы» была образована бывшим барабанщиком «Элизиума» Игорем Тарасовым, покинувшим группу в 2001 году.

## История записи
Запись сплит-альбома началась с группы «Лампасы», которую летом 2002 года основал барабанщик Игорь Тарасов, покинувший «Элизиум» годом раньше. С момента образования нового коллектива, Игорь и двое других его участников, Владимир Торопыгин и Кирилл Крылов, провели два года в репетициях и концертах, прежде чем приступить к записи первого музыкального релиза. Тогда же основатель «Элизиума» и музыкальный продюсер сплит-альбома Дмитрий Кузнецов предложил ввести понятие «Элизиум Family», объединяющее сольные проекты участников группы. Среди исполненных группой «Лампасы» композиций на сплите присутствует трек «Супер-герой», написанный вокалистом «Элизиума» Александром Телеховым и его бывшим гитаристом Дмитрием Калёновым, который покинул «Элизиум» в 2000 году. Калёнов играл эту песню в составе организованной им группы «Гуантанамера», вплоть до её распада. На сплит-альбоме «Элизиум Family» «Лампасы» исполняют «Супер-героя» вместе с Александром Телеховым — Дмитрий Кузнецов предполагал, что песня была у Телехова любимой композицией собственного сочинения, и на своих концертах «Лампасы» также исполняли её вместе с Александром.
Ансамбль LADY-F возник раньше «Лампасов»: в 2000 году Ксения Сидорина, желая создать собственную группу, объединилась с несколькими музыкантами, которые на тот момент без особой инициативы выступали в коллективе под названием «Леди-Фрэди». Песни «Желание» и «Разорви», позже включённые в сплит «Элизиум Family», вместе с композициями «Гутен Таг» и «Диско» являлись первыми работами LADY-F, записанными летом 2002 года. Осенью того же года нижегородские продюсеры, обратившие внимание на LADY-F, предложили группе перезаписать песни «Разорви» и «Диско», и вместе с этим записать две новые — «Лабиринт» и «Облака», также появившиеся на будущем сплите-альбоме. «Лабиринт» тогда попала на все местные радиостанции Нижнего Новгорода, добравшись до первых строчек хит-парадов. В отличие от Игоря Тарасова, Ксения Сидорина на момент записи сплит-альбома оставалась участником «Элизиума», одновременно занимаясь своим сольным проектом.

## Выпуск и влияние альбома
Изначально, в июле 2003 года сообщалось, что работа над «Элизиум Family» активно ведётся и релиз сплит-альбома планируется осенью. В итоге же, альбом вышел 20 января 2004 года под лейблом «АиБ Records» на CD и аудиокассетах, в один день с выходом сборника «Рок-планета!». Обложка альбома как бы разделена на две части: в розовом цвете оформлена информация о LADY-F, в голубом — о «Лампасах»; на обратной стороне таким же образом разделены списки композиций, при этом симметрично расположены 5-й и 12-й треки — кавер-версии обеих групп на песни «Элизиума», «Альпинист» и «Ярко горят». В качестве бонус-трека, на сплите «LADY-F/Лампасы» содержится песня «Элизиума» под названием «Дождь» в исполнении Александра Телехова. Немногим ранее эта композиция появилась на альбоме «Рок-планета!» с вокалом Ксении Сидориной.
Сплит-альбом «Элизиум Family: LADY-F/Лампасы» оставил разный след в истории обоих коллективов. Группа «Лампасы» впоследствии успешно записала под эгидой «Элизиум Family» два полноценных альбома — дебютный «Нам нужны моря и океаны» и альбом «Лампаццирия» (в список композиций которого вошли все семь треков со сплита), и далее стала развиваться самостоятельно. Группа LADY-F через некоторое время после выхода сплита распалась, однако впоследствии Ксения Сидорина преуспела в новом сольном проекте — «Блондинка КсЮ». В дебютный альбом этого проекта, «Я — блондинка!», попали несколько изменённых версий со сплита «Элизиум Family» («Лабиринт», «Облака», «Разорви»), а также ремикс песни «Когда меня закопают».

## Список композиций
| №  | Название                                          | Текст песни            | Музыка                 | Длительность |
| -- | ------------------------------------------------- | ---------------------- | ---------------------- | ------------ |
| 1. | «Суббота»                                         | «Лампасы»              | «Лампасы»              | 3:07         |
| 2. | «Марш»                                            | «Лампасы»              | «Лампасы»              | 2:17         |
| 3. | «Рэггей»                                          | «Лампасы»              | «Лампасы»              | 3:29         |
| 4. | «Хэй!»                                            | «Лампасы»              | «Лампасы»              | 3:28         |
| 5. | «Альпинист» (кавер-версия песни группы «Элизиум») | «Элизиум»              | «Элизиум»              | 3:09         |
| 6. | «Супер-герой»                                     | А. Телехов, Д. Калёнов | А. Телехов, Д. Калёнов | 3:16         |
| 7. | «Казино»                                          | Сергей Сухонин         | «Лампасы»              | 4:34         |

| №                   | Название                                           | Текст песни         | Музыка              | Длительность |
| ------------------- | -------------------------------------------------- | ------------------- | ------------------- | ------------ |
| 8.                  | «Когда меня закопают»                              | Ксения Сидорина     | Ксения Сидорина     | 2:39         |
| 9.                  | «Облака»                                           | Марина Кулакова     | Ксения Сидорина     | 2:39         |
| 10.                 | «Разорви»                                          | Ксения Сидорина     | Ксения Сидорина     | 3:45         |
| 11.                 | «Закрой свой рот»                                  | Ксения Сидорина     | Ксения Сидорина     | 2:40         |
| 12.                 | «Ярко горят» (кавер-версия песни группы «Элизиум») | «Элизиум»           | «Элизиум»           | 2:54         |
| 13.                 | «Лабиринт»                                         | Ксения Сидорина     | Ксения Сидорина     | 4:39         |
| 14.                 | «Желание»                                          | Ксения Сидорина     | Ксения Сидорина     | 2:46         |
| Общая длительность: | Общая длительность:                                | Общая длительность: | Общая длительность: | 45:29        |

| №   | Название                                   | Длительность |
| --- | ------------------------------------------ | ------------ |
| 15. | «Дождь» (в исполнении Александра Телехова) | 2:48         |

## Участники записи
| «Лампасы» - Игорь Тарасов — ударные, вокал; - Владимир Торопыгин — бас-гитара, бэк-вокал; - Кирилл Крылов — гитара, бэк-вокал. LADY-F - Ксения «КсЮ» Сидорина — вокал, бэк-вокал; - Алексей «Младшой» Кузнецов — ударные, перкуссия; - Виталий Власов — гитара; - Юрий «Башмак» Бодров — гитара; - Владимир «Клёпа» Столяров — бас-гитара. | Сессионные участники - Александр «Комар» Комаров — труба (треки 3, 5, 7); - Александр «Пропеллер» Телехов — вокал (трек 6); - Сергей Мишанькин — гитара (треки 9, 10, 13); - Алексей Марков — ударные (трек 14); Производство - Запись и сведение — Максим Созонов («Лампасы»), Дмитрий Бельтюков и Владимир Лутошкин (LADY-F), студия «Тонмейстер» (Нижний Новгород); - Мастеринг — Андрей Шабаев; - Обложка — Андрей Славщик и Полина Сидорина (эскизы LADY-F), Кристина Тарасова и Владимир Торопыгин (эскизы «Лампасов»), Алексей «Murz» Корепов (дизайн). - Продюсирование — Дмитрий «Дракол» Кузнецов. |